# Federico Nsue
Federico Nsue Nguema (ur. 20 kwietnia 1997 w Malabo) – piłkarz z Gwinei Równikowej grający na pozycji środkowego pomocnika. Od 2023 jest zawodnikiem klubu FC Bălți.

## Kariera klubowa
Swoją karierę piłkarską Nsue rozpoczął w klubie Cano Sport Academy. W sezonie 2015 zadebiutował w nim w drugiej lidze Gwinei Równikowej. W 2018 roku awansował z nim do pierwszej ligi, a w 2019 roku wywalczył mistrzostwo kraju. Grał w nim do końca sezonu 2021/2022.
Latem 2022 Nsue przeszedł do mołdawskiego klubu Dinamo-Auto Tyraspol. Swój debiut w nim zanotował 31 lipca 2022 w zremsowanym 0:0 wyjazdowym meczu z Milsami Orgiejów. W Dinamie-Auto spędził pół roku.
Na początku 2023 roku Nsue został zawodnikiem FC Bălți. Swój debiut w nim zaliczył 13 marca 2023 w przegranym 0:1 wyjazdowym spotkaniu z Sheriffem Tyraspol.

## Kariera reprezentacyjna
W reprezentacji Gwinei Równikowej Nsue zadebiutował 12 czerwca 2016 roku w przegranym 1:2 meczu kwalifikacji do Pucharu Narodów Afryki 2017 z Beninem, rozegranym w Kotonu. W 2024 roku został powołany do kadry na Puchar Narodów Afryki 2023. W tym turnieju nie zagrał w żadnym spotkaniu.